# 클리프점퍼
클리프점퍼 (Cliffjumper)는 트랜스포머 작품에 등장하는 인물이며 오토봇 소속이다. 다중우주 설정으로 다른 세계관, 다른 트랜스포머 작품의 클리프점퍼도 등장하나 다른 인물들이다. G1 클리프점퍼가 범블비와 변형 구조를 공유하고 차량 형태를 제외하면 거의 같은 외관을 가지고 있어 이후 등장하는 작품이나 완구에서 서로의 외형을 공유하는 모습을 자주 볼 수 있다.

## 상세
트랜스포머 원작 세계관 애니메이션에서는 과격한 성격이며, 성질도 급한 편이다. G1 1화에서는 옆에서 하운드가 만류함에도 불구하고 메가트론을 향해서 다짜고짜 바주카포를 발사해서 끝장내주려고 했으나 결국 실패하고 들켜서 도망간다. 원작 세계관 포함되는 코믹스 IDW G1 세계관에서 차원 이동 사례가 있었다.
얼라인드 세계관 트랜스포머: 폴 오브 사이버트론에서는 재즈와 함께 실종된 그림록을 수색 한다. 애니메이션 트랜스포머 프라임에서는 1화에서 스타스크림에게 살해당한다.

## 성우
- 트랜스포머 G1 - 케이시 케이젬/키타가와 타쿠로
- 트랜스포머 애니메이티드 - 데이비드 케이
- 트랜스포머 워 포 사이버트론 - 스티브 블룸
- 트랜스포머 폴 오브 사이버트론 - 놀란 노스
- 트랜스포머 프라임 - 드웨인 존슨, 빌리 브라운/스기야마 노리아키/엄상현
- 범블비(2018) - 앤드류 모르가도/나카무라 카즈마사